# Luciano Tajoli
Luciano Tajoli (Milano, 17 aprile 1920 – Merate, 3 agosto 1996) è stato un cantante e attore italiano.

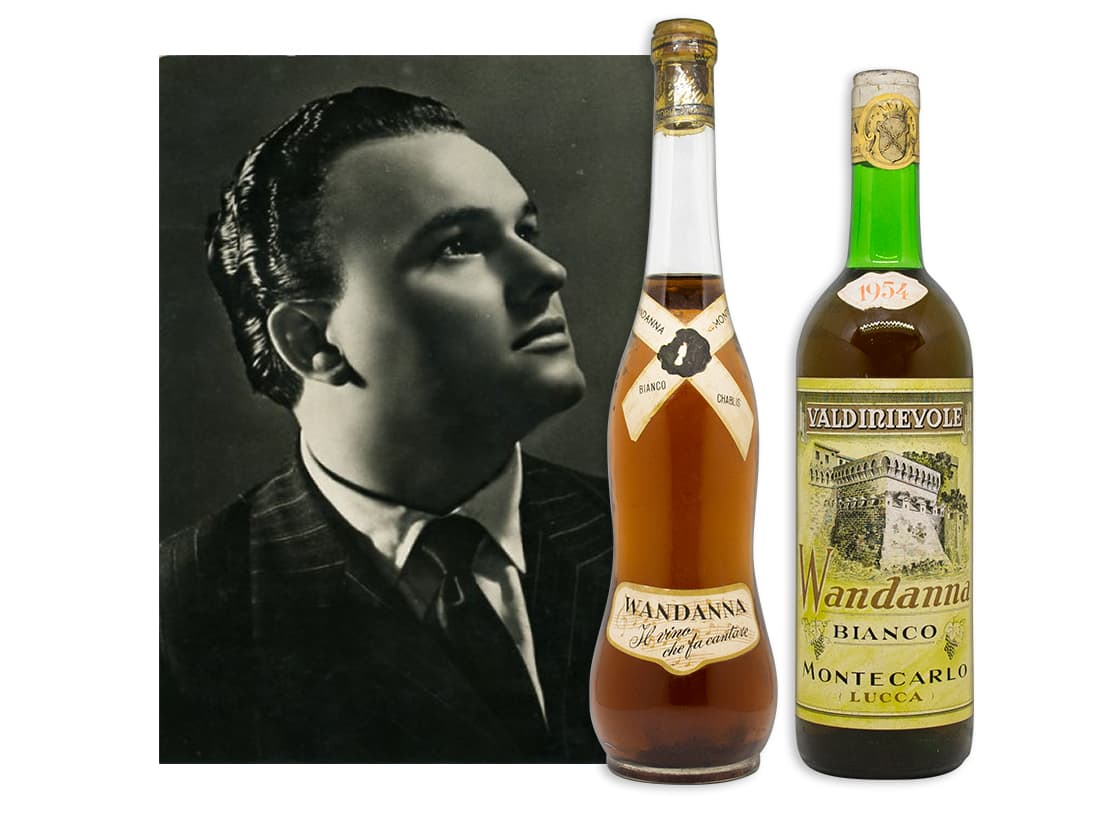
Luciano Tajoli e due dei suoi vini non prodotti nell'azienda agricola Wandanna a Montecarlo di Lucca. Sull'etichetta del bianco vi è stampato il suo motto: "Wandanna, il vino che fa cantare!".

Protagonista della canzone italiana del dopoguerra insieme a Claudio Villa, Narciso Parigi, Luciano Virgili e Giorgio Consolini, nell'arco della sua carriera ha venduto quarantacinque milioni di dischi in tutto il mondo. Da assoluto autodidatta fu capace di sviluppare un modo di cantare notevole per timbro, espressività e il declamato chiarissimo. Tra le sue migliori interpretazioni si ricordano Mamma, Rosso di sera, Spazzacamino, Tango delle capinere e Scrivimi.

## Biografia
Luciano Tajoli nacque a Milano il 17 aprile 1920 in via Bessarione 42, nel popolare quartiere Vigentino, primogenito di Francesco, rilegatore di libri, e di Antonia Colombo, cameriera. La sua infanzia fu segnata dalla poliomielite, che lo colpì a un anno di età, lasciandolo claudicante. Appassionato del canto, iniziò a esibirsi a quattro anni nelle osterie milanesi accompagnato dal padre. La prima canzone che imparò fu Balocchi e profumi, cantandola, su richiesta della maestra, per i compagni delle elementari. Terminata nel 1933 la scuola di avviamento al lavoro per poliomielitici, lavorò prima come apprendista in una sartoria, poi come garzone in una barberia di Porta Romana, avendo la possibilità di lunedì liberi, giorni ideali per chiedere audizioni alle case musicali. Quando si accorse che lo stare in piedi per ore gli costava fatica, diventò calzolaio, continuando a cantare alle feste private, nei caffè o per serenate, in cambio di piccoli compensi.
Dal 1936 prese qualche lezione gratuita di canto presso le case editrici della Galleria del Corso, dove si recava in cerca di scritture. Fu notato da Vittorio Mascheroni, che gli propose d'interpretare proprie canzoni nelle sale da ballo per dieci lire a sera. I primi guadagni incoraggiarono il Tajoli a dedicarsi a tempo pieno alla musica. Per alcuni mesi del 1938, dopo un provino all'EIAR di Milano andato male, studiò col maestro Mario Schisa, perfezionando la tecnica di emissione in presenza del microfono, per evitare che l'amplificazione coprisse le sfumature del suo timbro tenorile, in particolare i caratteristici passaggi alla mezza voce e al falsetto. Forte della nuova preparazione, nel 1939 partecipò al concorso per voci nuove Il quarto d'ora del dilettante, al Teatro Odeon di Milano, e lo vinse col brano Raggio di sole di Alexandre Derevitsky, dopodiché firmò per l'etichetta discografica Odeon, con la quale incise il suo primo 78 giri, contenente Madonna fiorentina e Fior di rose. Nel 1940 ottenne una piccola parte nella rivista Scandalo '40 al Mediolanum di Milano: lo spettacolo, mediocre, rivelò le sue doti suscitando l'entusiastica accoglienza del pubblico. Seguì poco dopo una tournée in Germania, e alcuni giornali lo ribattezzarono Klein Gigli.
Tra il 1941 e il 1942 incise Villa triste e Luna marinara, due pezzi che approdarono subito alla radio. Esonerato dal fronte, negli anni della guerra debuttò nel teatro di varietà col Carro di Tespi e cantò in numerosi spettacoli di rivista come Scala d'argento (1943), Follie della città (1944), Tutto per lo sfollato (1944) e Cosa succede a Porta Romana? (1945), esibendosi poi, a guerra finita, in Quando cantava il cuore, messo in scena a Napoli, in cui apparve accanto a Mario Riva e a Pupella e Beniamino Maggio. Frattanto aveva incontrato una sarta milanese di cinque anni più giovane, Natalina Agnesi, che sposò il 22 febbraio 1943, dopo qualche resistenza della famiglia di lei. Nel 1947 prese parte ad Ancora un po' di cuore e nello stesso anno, con un camion quale palcoscenico mobile, intraprese un lungo  tour nelle province del Nord Italia che rafforzò la sua popolarità nel ceto medio-basso. A questa fascia di pubblico dedicava brani melodico-sentimentali come Malinconia d'amore, Credimi, E zitto amore, Lontananza e Serenata serena, ma anche canzoni napoletane come Core 'ngrato, Santa Lucia luntana e Munasterio 'e Santa Chiara. Nello stesso periodo conobbe a Trieste il pianista Luciano Maraviglia, con il quale, in oltre vent'anni di collaborazione, scrisse alcune delle sue canzoni più note, come Ti voglio così, Luce degli occhi miei e Il valzer della strada.
Nel 1950 il regista Mario Landi lo fece debuttare nella pellicola strappalacrime musicale Canzoni per le strade; fu un successo, tanto che Tajoli, negli anni a seguire fu scritturato in altri film dello stesso filone, all'epoca molto amato dal pubblico pur se malvisto dalla critica cinematografica, come La pattuglia dell'Amba Alagi, Il romanzo della mia vita (in cui Tajoli interpreta la sua stessa biografia romanzata), Don Lorenzo, Ascoltami, Napoli piange e ride, Il cantante misterioso e Trieste mia!, che incassò oltre mezzo miliardo di lire di allora. Al suo fianco ebbe Ernesto Calindri, Giulietta Masina, Milly Vitale, Carlo Ninchi, Dante Maggio, i giovanissimi Antonella Lualdi e Franco Interlenghi e gli sfortunati Ermanno Randi e Marcella Mariani, prematuramente scomparsi. Nel contempo, propose un repertorio romantico anche ai microfoni della radio in programmi come Le vedette della settimana (1951), Il signore di trent'anni fa (condotto da Enrico Viarisio nel 1954), L'usignolo d'argento (1954) e Il traguardo degli assi (campionato a squadre tra cantanti presentato da Corrado con Antonella Steni nel 1959), e proseguì un'incessante attività dal vivo, anche all'estero, venendo accolto calorosamente tra gli emigrati italiani di Canada, Stati Uniti d'America, Australia, Venezuela, Cuba e Giappone.
Sempre negli anni '50 Luciano Tajoli divenne proprietario dell’azienda agricola Wandanna situata sulle colline ad est di Montecarlo di Lucca, suo il motto “Wandanna, il vino che fa cantare”.

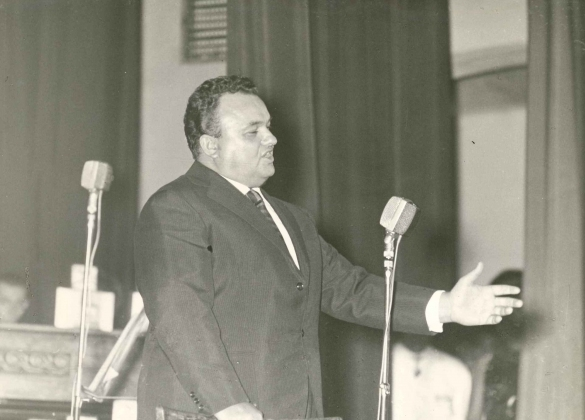
Luciano Tajoli, vincitore, nella categoria uomini, del premio Juke Box d'oro, al Teatro Nuovo di Salsomaggiore Terme il 21 settembre 1961

In quegli anni il Festival di Sanremo si stava affermando come principale evento canoro italiano e, sebbene i dominatori delle prime edizioni fossero stati proprio gli interpreti del versante romantico e sentimentale, Tajoli non vi era ancora stato invitato, a causa della sua menomazione alle gambe, che lo costringeva a cantare appoggiato a una sedia e lo rendeva "poco telegenico". Nel 1960, scaduto il contratto con la Odeon, Tajoli passò alla CAR Juke Box dell'influente editore e compositore Carlo Alberto Rossi e l'anno successivo, superato lo scoglio che la Rai gli aveva messo davanti, riuscì finalmente a partecipare all'undicesima edizione del Festival di Sanremo. Il cantante milanese si presentò in coppia con l'urlatrice Betty Curtis nel brano Al di là, firmato da Carlo Donida e dall'esordiente Mogol, aggiudicandosi a sorpresa, con oltre settecentomila preferenze, il primo posto. Sempre nello stesso anno partecipò al Giugno della Canzone Napoletana con i brani Cielo, in coppia con Aurelio Fierro, ed Eterno ammore, in coppia con Aura D'Angelo.
Nel 1962 Tajoli tornò al Festival di Sanremo con Il cielo cammina, ancora in coppia con Betty Curtis, e L'anellino, in coppia con Corrado Lojacono (canzoni entrambe eliminate). Nello stesso anno partecipò anche alla prima edizione del Cantagiro con Ad un palmo dal cielo, classificandosi al secondo posto. Nel 1963 partecipò ancora al Festival di Sanremo con Ricorda (quinta classificata, in coppia con Milva) e Le voci (eliminata, in coppia con Ennio Sangiusto), dopodiché fu nuovamente in gara al Cantagiro con Basta che tu sia qui. La sua ultima partecipazione al Festival di Sanremo fu nel 1970, nella ventesima edizione, dove cantò, in coppia con Mal, il brano Sole pioggia e vento, che si classificò al nono posto. Il suo credito andava tuttavia riducendosi nei confronti di un pubblico ormai formato in maggioranza da giovani, attratto da generi e stili diversi. Nel 1972 Tajoli diede addirittura l'addio alle scene e fondò insieme al fratello Angelo un'azienda metalmeccanica presso Merate, in provincia di Lecco. Il ritiro, in realtà, durò pochi mesi e da quel momento la sua carriera proseguì senza sussulti tra serate nella provincia italiana e tournée all'estero.
Il 14 dicembre 1981 si unì al vecchio rivale Claudio Villa per un concerto alla Bussola di Sergio Bernardini, in Versilia, intitolato Finalmente insieme.
Nel 1984 Tajoli raccolse i suoi maggiori successi nell'album 45 anni con voi amici miei e presentò il programma Canta che ti passa per l'emittente televisiva bresciana Teletutto, in cui sottopose il pubblico in studio a domande-quiz di cultura generale ed esibizioni canore. Sempre nello stesso anno condusse in diretta su Canale 39, emittente televisiva visibile in Toscana, dodici puntate di Una vita cantando dove, insieme al maestro Sante Palumbo, si esibì dal vivo con brani a richiesta in presenza del pubblico in sala. Nel 1986 Antennatre, emittente privata lombarda, gli dedicò una serie di special da cui vennero tratti due album registrati dal vivo nel corso dei programmi: Canzoniere italiano e Cocktail all'italiana. Sempre Antennatre propose, nel 1987, Venerdì all'italiana, spettacolo condotto da Tajoli con Renzo Villa.
Alla fine degli anni ottanta Tajoli festeggiò i cinquant'anni di carriera, incidendo gli album Nozze d'oro con la canzone italiana - 50° - Luciano Taioli nel mondo, vol. 1 (1941-1957) (1988) e Nozze d'oro con la canzone italiana - 50° - Luciano Taioli nel mondo, vol. 2 (1940-1955) (1989). Continuò a esibirsi anche nel decennio successivo, quando interpretò i suoi vecchi successi opportunamente rivisitati, riuscendo a essere sempre all'altezza delle aspettative.
Degno di nota fu l'impegno per la solidarietà che caratterizzò l'ultima fase della sua vita: nell'ottobre del 1984 donò alla Lega Italiana per la Lotta ai Tumori l'incasso del concerto tenuto al Teatro Nazionale di Milano per i quarantacinque anni di carriera e nel 1989 fondò l'Associazione internazionale "Inno alla vita", con lo scopo di aiutare i bambini con disabilità.
Nel 1995, dopo l'ennesimo tour tenuto in Australia con l'amica Nilla Pizzi, cominciò a star male e, ricoverato per accertamenti, gli fu diagnosticata una grave epatopatia. Il 21 giugno 1996, in occasione del festeggiamento dei cinquantacinque anni di carriera, tenne a Merate il suo ultimo concerto a scopo benefico sotto una pioggia torrenziale, prima di farsi nuovamente ricoverare. Morì a settantasei anni meno di due mesi dopo, nella sua casa di vicolo Carbonini a Merate, dove viveva con la moglie. Dopo i funerali, il milanese fu tumulato nella cappella di famiglia.
Nel luglio del 2020, in occasione del centenario della nascita di Luciano Tajoli, uscì il CD intitolato Luciano Tajoli - Centenario, contenente ventidue canzoni storiche, incise tra il 1939 e il 1963, rimasterizzate.

## Discografia parziale

### Singoli

#### Dischi a 78 giri

##### Serie GO
- 1939 - Madonna fiorentina/Fior di rose (Odeon, GO 19842)
- 1939 - Amami di più/Chi sarà (Odeon, GO 19844)
- 1939 - Dammi il tuo indirizzo/Fontanella (Odeon, GO 19845)
- 1939 - Popolanella mia/Simpatia (Odeon, GO 19863)
- 1939 - Raggio di sole/Son geloso di te (Odeon, GO 19885)
- 1940 - L'eco mi risponde/Montanina (Odeon, GO 19886; lato B con Nino Amorevoli)
- 1940 - Mimosa/Voce lontana (Odeon, GO 19898)
- 1940 - Signora illusione/Santa (Odeon, GO 19930)
- 1940 - Piccola tzigana/Destino (Odeon, GO 19964)
- 1940 - Chiesetta tra i fiori/Firenze sogna (Odeon, GO 19965)
- 1940 - Ultima rondinella/Verrà (Odeon, GO 19994; lato A con Carlastella)
- 1940 - Piano piano piano/Una zingara m'ha detto (Odeon, GO 19995; lato A cantato da Trio Vocale Passatore)
- 1940 - Madonna bianca/La bambola rosa (Odeon, GO 20019)
- 1940 - Perché/Devi ricordare (Odeon, GO 20037)
- 1940 - Non credo all'amore/Senza perdono (Odeon, GO 20038)
- 1940 - Ritorna a Napoli/Svegliati amore (Odeon, GO 20052)
- 1940 - Bruna lasciati amare da me/Peccati di gioventù (Odeon, 20061)
- 1940 - Leggenda del mare/Non si può (Odeon, GO 20069; lato B cantato da Renzo Mori)
- 1940 - Leggenda del mare/Zingaro che piangi (Odeon, GO 20072)
- 1940 - Solo per te/Finestra al sole (Odeon, GO 20100)
- 1940 - La bambola rosa/Voce di strada (Odeon, GO 20136; lato B con Carlastella)
- 1940 - Con la lampadina/Cittadinella (Odeon, GO 20137)
- 1940 - Senza Maria/Ultimo piano (Odeon, GO 20138)
- 1940 - Cerco una bambina/Breve romanzo (Odeon, GO 20139)
- 1940 - Serenatella appassionata/Signora notte (Odeon, GO 20140)
- 1940 - Senza Maria/Rossana (Odeon, GO 20152; lato B cantato da Nino Amorevoli)
- 1940 - Ma tu non torni/Serenatella a nessuno (Odeon, GO 20165)
- 1940 - Come una fata/Tu sogni Napoli (Odeon, GO 20166)
- 1940 - Marinella/Serenata a chi mi pare (Odeon, GO 20167)
- 1940 - Voce di strada/Cantate con me (Odeon, GO 20209; lato A con Carlastella; lato B cantato da Aldo Visconti)
- 1940 - Mamma/Zingarella innamorata (Odeon, GO 20211)
- 1941 - Semplicità/Rosamorena (Odeon, GO 20232)
- 1941 - Mamma luna/Al viale dei colli (Odeon, GO 20233; lato A con Carlastella)
- 1941 - Vecchia chitarra/Buongiorno amore (Odeon, GO 20234; lato A con Carlastella)
- 1941 - Stornellata/La canzone va sul mare (Odeon, GO 20235; lato A con Carlastella)
- 1941 - Serenata che passa/Paradiso per due (Odeon, GO 20246; lato B cantato da Carlastella)
- 1941 - Occhioni viola/Io so perché... (Odeon, GO 20256)
- 1941 - Mamma/Bruna gitana (Odeon, GO 20271)
- 1941 - Il primo pensiero/Per te (Odeon, GO 20272)
- 1941 - Serenatella triste/Serenata sincera (Odeon, GO 20273)
- 1941 - Bambole d'amor/Svegliati (Odeon, GO 20274)
- 1941 - Valzer appassionato/Serenata a Firenze (Odeon, GO 20299)
- 1941 - Signorina dell'ufficio/Che vuoi di più? (Odeon, GO 20300)
- 1941 - Fontana santa/Luna marinara (Odeon, GO 20328)
- 1941 - Primo amore/Nuvola (Odeon, GO 20329)
- 1941 - Fontana santa/Malinconia di stelle (Odeon, GO 20338)
- 1941 - Serenata a chi mi pare/Addio Juna (Odeon, GO 20365; lato B cantato da Aldo Visconti)
- 1941 - La toscanina/Villatriste (Odeon, GO 20371)
- 1941 - Violetta mia/Una chitarra nella notte (Odeon, GO 20372)
- 1941 - Anima mia/T'ho vista piangere (Odeon, GO 20373; lato B cantato da Rudy Solinas)
- 1941 - Serenata sincera/Mamma (Odeon, GO 20382; lato B cantato da Aldo Visconti)
- 1941 - La toscanina/Quando mi baci tu (Odeon, G0 20387)
- 1941 - Fiordaliso/Se una stella cade (Odeon, GO 20393; lato B cantato da Rudy Solinas)
- 1941 - T'ho sognata Rosaspina/Piccola santa (Odeon, GO 20406)
- 1941 - La canzone dei battiferri/Serenatella semplice (Odeon, GO 20407)
- 1941 - Una carezza/Maremmina (Odeon, GO 20428)
- 1941 - Leggenda di Rosaspina/Stornellata all'antica (Odeon, GO 20454)
- 1941 - Primavera romana/Serenatella sotto la luna (Odeon, GO 20485)
- 1941 - Semplicità/Firenze sogna (Odeon, GO 20500)
- 1941 - Campagnola fiorentina/Lungo il margine del fiume (Odeon, GO 20526; con Trio Vocale Passatore)

##### Serie B
- 1942 - E zitto amore/Buona notte mamma! (Odeon, B 15136)
- 1942 - Rosalba/Madonnella campagnola (Odeon, B 15137; lato A con Carlastella)
- 1942 - Malinconia di stelle/Buongiorno a te (Odeon, B 15138)
- 1942 - Signorinella/Rondinella (Odeon, B 15139)

##### Serie P
- 1941 - Serenata sincera/Fontane (Odeon, P 504; lato B con Angelo Servida)
- 1942 - Lungo il margine del fiume/La colomba (La paloma) (Odeon, P 505; lato A con Trio Vocale Passatore; lato B con Angelo Servida)
- 1942 - Rosalba/Buongiorno a te (Odeon, P 506; lato A con Carlastella)
- 1942 - Villatriste/Piccola santa (Odeon, P 507)
- 1942 - Semplicità/Mamma luna (Odeon, P 508; lato B con Carlastella)
- 1942 - Luna marinara/Mamma (Odeon, P 509; lato B cantato da Aldo Visconti)
- 1942 - Buona notte mamma!/Lili Marlen (Odeon, P 510; lato B cantato da Meme Bianchi)
- 1942 - Toscanella/Come Mimì (Odeon, P 540; con Angelo Servida)
- 1942 - Buonanotte... soldatin/Serenata di maggio (Odeon, P 541; con Angelo Servida)
- 1942 - Sorrentina (Ricciolina)/Serenata del burattino (Odeon, P 542)
- 1942 - Serenata sincera/E zitto amore (Odeon, P 543)
- 1942 - Luna montanara/Mattinata fiorentina (Odeon, P 576)
- 1942 - Ascolta il vento/Sentiero (Odeon, P 577; lato A con Angelo Servida)
- 1942 - Serenata solitaria/Serenata senza amore (Odeon, P 578)
- 1942 - Primo amore/Signorinella (Odeon, P 599)
- 1942 - Acqua sorgiva/Anna Maria (Odeon, P 609)
- 1942 - Triste serenata/Se tu ritornerai (Odeon, P 610)
- 1942 - Chitarrata a chi sente/Credimi (Odeon, P 611)
- 1942 - E zitto amore/Serenata a Teresa (Odeon, P 647; lato B cantato da Angelo Servida)
- 1942 - Firenze sogna/Non passa più (Odeon, P 651; lato B cantato da Till Cappellaro)
- 1943 - Casetta tra gli abeti/Rosalucia (Odeon, P 690)
- 1943 - Vola canzone/Madonna Clara (Odeon, P 691)
- 1943 - Casa chiusa/T'aspetto ancora (Odeon, P 692)
- 1943 - Malinconia d'amore/Diglielo a mamma tu (Odeon, P 695)
- 1943 - Dove andiamo signora?/Serenata delle serenate (Odeon, P 696)
- 1943 - Fiorellin del prato/Nostalgia di primavera (Odeon, P 701)
- 1943 - Poter tornar bambini/Sera di pioggia (Odeon, P 715)
- 1943 - Poter tornar bambini/Valzer di ogni bambina (Odeon, P 732; lato B con Nino Amorevoli)
- 1943 - La strada del bosco/Soli soli nella notte (Odeon, P 733)
- 1943 - L'alpino sogna/Lola liolà (Odeon, P 734)
- 1943 - Mamma Rosa/Maggio fiorentino (Odeon, P 754)
- 1943 - Rosamorena/Buongiorno madonna primavera (Odeon, P 795)
- 1943 - Poter tornar bambini/Rosamunda (Odeon, P 816; lato B cantato da Angelo Servida)

##### Serie TW
- 1943 - Rosamorena/Buongiorno madonna primavera (Odeon, TW 3028)
- 1943 - Signorina della 1ª B/Accanto al fuoco (Odeon, TW 3029)
- 1943 - Bruna/Serenata a fantasia (Odeon, TW 3030)
- 1943 - T'aspetto ancora/Maggio fiorentino (Odeon, TW 3031)
- 1943 - Fiorellin del prato/L'alpino sogna (Odeon, TW 3032)
- 1943 - Casa chiusa/Serenata delle serenate (Odeon, TW 3033)
- 1943 - E zitto amore/Rosalucia (Odeon, TW 3034)
- 1943 - Casetta tra gli abeti/Madonna Clara (Odeon, TW 3035)
- 1943 - Serenata sincera/Chitarrata a chi sente (Odeon, TW 3036)
- 1943 - Villatriste/Serenata di maggio (Odeon, TW 3037; lato B con Angelo Servida)
- 1943 - Credimi/Valzer di ogni bambina (Odeon, TW 3038; lato B con Nino Amorevoli)
- 1943 - Signorinella/La colomba (La paloma) (Odeon, TW 3039; lato B con Angelo Servida)
- 1943 - Primo amore/Fontane (Odeon, TW 3040; lato B con Angelo Servida)
- 1944 - Raggio di sole/Mamma Rosa (Odeon, TW 3064)
- 1944 - Luna sincera/Ti voglio tanto bene (Odeon, TW 3065)
- 1944 - Poter tornar bambini/Ho tanta voglia di cantare (Odeon, TW 3066)
- 1944 - Lontananza/Da te era bello restar (Odeon, TW 3067)
- 1944 - Semplicità/Mariolina di Porta Romana (Odeon, TW 3068)
- 1945 - Quando canti tu/Serenatella a mamma (Odeon, TW 3070)
- 1945 - Serenatella triste/Serenata del burattino (Odeon, TW 3071)
- 1945 - Ultimo piano/La toscanina (Odeon, TW 3072)
- 1945 - Madonna bianca/Buongiorno a te (Odeon, TW 3073)
- 1945 - Nuvola/Rondinella (Odeon, TW 3074)
- 1945 - Dove andiamo signora?/Lola liolà (Odeon, TW 3092)
- 1945 - Firenze sogna/Mattinata fiorentina (Odeon, TW 3093)
- 1945 - Santa Lucia luntana/Passione (Odeon, TW 3098)
- 1945 - Luna... lunella/Maria (Odeon, TW 3130)
- 1945 - Niente/La canzone dell'usignolo (Odeon, TW 3131)
- 1945 - Casetta triste/Ti chiami Mammola (Odeon, TW 3132)
- 1945 - Signorinetta malcontenta/Bugiarda amata (Odeon, TW 3133)
- 1945 - Munasterio 'e Santa Chiara/Che vvo' stu pianino? (Odeon, TW 3140)
- 1945 - Maria/Niente (Odeon, TW 3141)
- 1945 - Quo vadis?/Sinfonia d'amore (Odeon, TW 3142)
- 1945 - Hanno rapito madonna Luna/Soli tra la gente (Odeon, TW 3163)
- 1945 - Occhi belli/Dormiveglia (Odeon, TW 3164)
- 1946 - I love you bambina/Serenatella proibita (Odeon, TW 3165)
- 1946 - Soli tra la gente/ (Odeon, TW 3176)
- 1946 - Angelina/O paesanella (Odeon, TW 3184)
- 1946 - Semplicita/Io t'ho incontrata a Napoli (Odeon, TW 3185)
- 1946 - Cantando con le lacrime agli occhi/Musica per voi signora (Odeon, TW 3193)
- 1946 - Vola... vola/Finestrella (Odeon, TW 3194)
- 1946 - Credimi/Lontananza (Odeon, TW 3195)
- 1946 - Sotto il ciel di Lombardia/Lei e lui... sposi (Odeon, TW 3294; lato A con Mita Ferroli)
- 1946 - Cuore napoletano/Maria Cristina (Odeon, TW 3295)
- 1946 - Brazil/Dietro il tempio del laghetto (Odeon, TW 3296)
- 1946 - Valzer della borsa nera/Buonanotte angelo mio (Odeon, TW 3297)
- 1946 - Mai e poi mai/Brasilena (Rumba a ja-ja) (Odeon, TW 3298)
- 1946 - Dov'è.../The gipsy (La zingara) (Odeon, TW 3299)
- 1946 - Canto... ma sottovoce/Canto per te (sotto la luna) (Odeon, TW 3312)
- 1947 - Stornellata romana/Angelo biondo (I should care) (Odeon, TW 3342)
- 1947 - Ritorna tango d'amore/Perdonami (Odeon, TW 3343)
- 1947 - Maggio innamorato/Rose per una santa (Odeon, TW 3344)
- 1947 - N'ora 'e felicità/Preghiera d'amore (Odeon, TW 3345)
- 1947 - Strada delle mimose/Il vagabondo delle stelle (Odeon, TW 3381)
- 1947 - Mamma santa/Mandolinate a sera (Odeon, TW 3382)

##### Serie H
- 1945 - Credimi/Maria (Odeon, H 18114)
- 1945 - Lontananza/Niente (Odeon, H 18115)
- 1946 - Cantando con le lacrime agli occhi/O paesanella (Odeon, H 18116)
- 1946 - Munasterio 'e Santa Chiara/Quo vadis? (Odeon, H 18117)
- 1946 - Luna... lunella/Hanno rapito madonna Luna (Odeon, H 18118)
- 1946 - Firenze sogna/Semplicità (Odeon, H 18119)
- 1946 - Vola... vola/Musica per voi signora (Odeon, H 18120)
- 1946 - La canzone dell'usignolo/Ti chiami Mammola (Odeon, H 18121)
- 1946 - La colomba (La paloma)/Fontane (Odeon, H 18122; con Angelo Servida)
- 1946 - Signorinella/Primo amore (Odeon, H 18123)
- 1946 - Lola liolà/Poter tornar bambini (Odeon, H 18124)
- 1946 - Dove andiamo signora?/Rosamorena (Odeon, H 18125)
- 1946 - Raggio di sole/Serenata sincera (Odeon, H 18126)
- 1946 - Mamma Rosa/Signorina della 1ª B (Odeon, H 18127)
- 1946 - Accanto al fuoco/Serenata delle serenate (Odeon, H 18128)
- 1946 - Santa Lucia luntana/Passione (Odeon, H 18129)
- 1946 - Villatriste/Chitarrata a chi sente (Odeon, H 18130)
- 1946 - Rosalucia/Casetta tra gli abeti (Odeon, H 18131)
- 1946 - Maggio fiorentino/Luna marinara (Odeon, H 18132)
- 1946 - L'alpino sogna/Io t'ho incontrata a Napoli (Odeon, H 18133)
- 1946 - Dietro il tempio del laghetto/Sotto il ciel di Lombardia (Odeon, H 18134; lato B con Mita Ferroli)
- 1946 - Brasilena (Rumba a ja-ja)/Brazil (Odeon, H 18135)
- 1946 - Mai e poi mai/Dov'è... (Odeon, H 18136)
- 1947 - Stornellata romana/Lei e lui... sposi (Odeon, H 18137)
- 1947 - Maggio innamorato/Ritorna tango d'amore (Odeon, H 18138)
- 1947 - Canto per te (sotto la luna)/Perdonami (Odeon, H 18139)
- 1947 - Canto... ma sottovoce/Angelo biondo (I should care) (Odeon, H 18140)
- 1947 - N'ora 'e felicità/Preghiera d'amore (Odeon, H 18141)
- 1947 - Maria Cristina/Cuore napoletano (Odeon, H 18142)
- 1947 - Buonanotte angelo mio/Valzer della borsa nera (Odeon, H 18143)
- 1947 - Canta se la vuoi cantar (I parte)/Canta se la vuoi cantar (II parte) (Odeon, H 18144)
- 1947 - Strada delle mimose/Mandolinate a sera (Odeon, H 18145)
- 1947 - Mamma santa/Il vagabondo delle stelle (Odeon, H 18146)
- 1947 - Core 'ngrato/Mal d'amore (Odeon, H 18147)
- 1947 - Valzer delle candele/Buon giorno amore mio (Odeon, H 18148; lato A con Mita Ferroli)
- 1947 - Primarosa/Perfidia (Odeon, H 18149)
- 1947 - Serenata serena/Passa un'ora (Odeon, H 18150)
- 1947 - Rosetera cubana/Eulalia Torricelli (Odeon, H 18151)
- 1947 - Stornellacore/Come una rondine (Odeon, H 18152)
- 1947 - Bruna Maria/Sera di malinconia (Odeon, H 18153)
- 1947 - Come il sole/Serenata va (Odeon, H 18154)
- 1947 - Serenata a fantasia/Quando canti tu (Odeon, H 18155)
- 1947 - Bocca crudele/...Ed il sole tornerà (Odeon, H 18156)
- 1947 - Bugiarda amata/Soli tra la gente (Odeon, H 18157)
- 1947 - Ma quando pensi a Napoli/Era di maggio (Odeon, H 18163)
- 1947 - Limoni d'oro/Come una dolce preghiera (Odeon, H 18164)
- 1947 - Dolce veleno/Madonna Rosa (Odeon, H 18165)
- 1948 - Il cuore è un mulino/Ti voglio baciar (Odeon, H 18166)
- 1948 - Luna algerina/Serenata celeste (Odeon, H 18167)
- 1948 - Bocca nel buio/Te voio ben (Eterno ritornello) (Odeon, H 18168)
- 1948 - ...E vanno/Lo stornello del marinaro (Odeon, H 18169)
- 1948 - Rumba a Maria Luisa/Valzer di signorinella (Odeon, H 18170)
- 1948 - Napoli e Maria/Mandolinatella (Odeon, H 18171)
- 1948 - L'amore sotto la luna/Stornellata romana (Odeon, H 18172)
- 1948 - Dormiveglia/Buongiorno amore (Odeon, H 18173)
- 1948 - Pescatorella/Ciliege e rose (Odeon, H 18175)
- 1948 - Veleno/Mam'selle (Odeon, H 18176)
- 1948 - Valle dei sogni/Tristezze d'amore (Odeon, H 18177; lato A con Delia Lodi)
- 1948 - Torna ideal/Madonnina delle rose (Odeon, H 18178)
- 1948 - Telefonate alla questura/Fontana di Santa Croce (Odeon, H 18179)
- 1948 - È nato un tango/Casa dei vent'anni (Odeon, H 18180)
- 1948 - Luna algerina/Rosetera cubana (Odeon, H 18181)
- 1948 - Ti voglio baciar/Casa dei vent'anni (Odeon, H 18182)
- 1948 - Amore baciami/Volerti tanto bene (Odeon, H 18183)
- 1948 - Verde luna/Notte di Venezia (Odeon, H 18184)
- 1948 - Madonnina senza cuore/Stornellando alla toscana (Odeon, H 18185)
- 1948 - Nostalgia del mare/Come... (ti sembra facile) (Odeon, H 18187)
- 1948 - Il mare (La mer)/La canzone del mio cuore (Odeon, H 18188)
- 1948 - La vita è rosa (La vie en rose)/Madonna poesia (Odeon, H 18189)
- 1948 - Teresinella/Viandante (Odeon, H 18190)
- 1948 - Addormentarmi così/Dormiveglia del cuore (Odeon, H 18191)
- 1948 - Sei stata tu/M'hai fatto tanto male (Odeon, H 18192)
- 1948 - Parlami d'amore Mariù/La canzone dell'amore (Odeon, H 18193)
- 1949 - Voglio cantare a te/Casetta bianca (Odeon, H 18194)
- 1949 - Scalinatella/Maschera stracciata (Odeon, H 18195)
- 1949 - Calamita d'oro/Madonna degli angeli (Odeon, H 18196)
- 1949 - O dolce mammina/Va serenatella (Odeon, H 18197)
- 1949 - Stornello amaro/Danza con me (Danse avec moi) (Odeon, H 18198)
- 1949 - Han rubato il Duomo/A Santa Fè (Odeon, H 18199)
- 1949 - Spazzacamino/Fili d'oro (Odeon, H 18200)
- 1949 - Ricordati ragazzo/Madonna Lisa (Odeon, H 18201)
- 1949 - È troppo tardi/Susy (Odeon, H 18203)
- 1949 - Borgo antico/Sans amour (Odeon, H 18204)
- 1949 - Sentiero spagnolo/Vent'anni (Odeon, H 18205)
- 1949 - Ciao Turin.../Madonnina mia (Odeon, H 18207)
- 1949 - Acquarello napoletano/Bocca bella (Odeon, H 18208)
- 1949 - Bocca crudele/Stornello del marinaio (Odeon, H 18210)
- 1949 - Trieste mia/Qui sotto il cielo di Capri (Odeon, H 18212)
- 1949 - Leggenda marina/Signora fortuna (Odeon, H 18213)
- 1949 - Rosso di sera/Tre fontane (Odeon, H 18217)
- 1949 - Ultimo addio/Madonna degli angeli (Odeon, H 18218)
- 1950 - La signora di trent'anni fa/Son sempre solo (Odeon, H 18223)
- 1950 - Mi sto innamorando di te/Non ti scordar di Napoli (Odeon, H 18224)
- 1950 - Angeli negri/Ho bevuto (Odeon, H 18225)
- 1950 - Domani/Storia d'un povero cuore (Odeon, H 18227)
- 1950 - L'altro/Bugiarda (Odeon, H 18228)
- 1950 - Sei stata tu/Lei e lui... sposi (Odeon, H 18229)
- 1950 - È troppo tardi/Madonna Lisa (Odeon, H 18230)
- 1950 - Campane di Montenevoso/Me so 'mbriacato 'e sole (Odeon, H 18231)
- 1950 - Abito da sera/O luna che fai lume... (Odeon, H 18232)
- 1950 - Coraggio (parla pure)/Bocca rossa (Odeon, H 18233)
- 1950 - Un fiore all'occhiello/Guancia contro guancia (Odeon, H 18234)
- 1950 - Ti voglio così/Mai e poi mai (Odeon, H 18236)
- 1950 - Lasciamoci/Domani (Odeon, H 18237)
- 1950 - L'ultima serenata/Tre telefonate (Odeon, H 18238)
- 1950 - Luna rossa/Inferno (Odeon, H 18243)
- 1950 - Emigrante/Tornerò (Odeon, H 18244)
- 1950 - Canzone della strada/Ti voglio così (Odeon, H 18245)
- 195?- Stornello a pungolo/Senza più serenate (Odeon, H 18246)
- 195? - Così piange Pierrot/Mimì (Odeon, H 18249)
- 1951 - Bruna isolana/Notte a S. Lucia (Odeon, H 18250)
- 1951 - El me Milan/Mademoiselle de Paris (Odeon, H 18251)
- 1951 - Grazie dei fior/La luna si veste d'argento (Odeon, H 18252)
- 1951 - Bocca desiderata/Vecchio cuore (Odeon, H 18253)
- 1951 - Silenzio/Ciliegi rosa (Odeon, H 18254)
- 1951 - Stella di neve/Come pioveva (Odeon, H 18255)
- 1951 - Arrotino/Tre lune (Odeon, H 18256)
- 1951 - Anema e core/Vierno (Odeon, H 18258)
- 1951 - Tango di Marilù/Canta Pierrot (Odeon, H 18259)
- 1951 - Primo appuntamento/Il cerchio d'oro (Odeon, H 18266)
- 1951 - La malagueña/Canzone sbagliata (Odeon, H 18268)
- 1951 - Rosso di sera/Silenzio (Odeon, H 18269)
- 1951 - La signora di trent'anni fa/Tango di Marilù (Odeon, H 18270)
- 1951 - Zoccoletti/Se fossi nato a Napoli (Odeon, H 18275)
- 1951 - Mamma prima parola/Napoli paradiso (Odeon, H 18276)
- 1951 - La mamma dei sogni/Via della passione (Odeon, H 18278)
- 1951 - Malafemmena/Nu quarto 'e luna (Odeon, H 18279)
- 1951 - Spazzacamino/Buon Natale (Odeon, H 18291)
- 1951 - A Trieste... ho lasciato il cuore/Se tu sapessi (Odeon, H 18292)
- 1951 - Il sole nasce a Napoli/Il ragno (Odeon, H 18293)
- 1951 - Dormi ben... muleta mia/Dove vai serenata (Odeon, H 18294)
- 1951 - Giornata triste/Va via! (Odeon, H 18297)
- 1952 - Una donna prega/Vecchie mura (Odeon, H 18302)
- 1952 - Libro di novelle/Un disco dall'Italia (Odeon, H 18303)
- 1952 - Perché le donne belle/Madonna delle rose (Odeon, H 18304)
- 1952 - Vola colomba/Madonna delle rose (Odeon, H 18305)
- 1952 - Malinconica tarantella/Leggenda del Tirolo (Odeon, H 18306)
- 1952 - Romantica beguine/Non l'amo più (Odeon, H 18309)
- 1952 - Letterine del soldato/M'hanno detto che tu (Odeon, H 18315)
- 1952 - Jezebel/Silenzio (Odeon, H 18316)
- 1952 - Aggio perduto 'o suonno/Scanusciuta (Odeon, H 18318)
- 1952 - Campana della pace/Addio vetturino (Odeon, H 18319)
- 1952 - La mia strada/Come le rose (Odeon, H 18320)
- 1952 - Because of you/Anema e core (Odeon, H 18321)
- 1952 - Core 'ngrato/Lontananza (Odeon, H 18323)
- 1952 - Desiderio 'e sole/Nustalgia (Odeon, H 18324)
- 1952 - Rumba uè/Stornellando alla Tajoli (Odeon, H 18327)
- 1952 - Acquaiolo/Stradarella (Odeon, H 18330)
- 1952 - Terra straniera/Ho pianto per te (Odeon, H 18331)
- 195? - Viale d'autunno/Campanaro (Odeon, H 18344)
- 1953 - Vecchio scarpone/Tamburino del reggimento (Odeon, H 18345)
- 1953 - Eternamente/Datele un fiore (Odeon, H 18349)
- 1953 - Perdonami/Mañana lo sabras (Odeon, H 18352)
- 1953 - Nun tengo cchiù lagreme/Luce degli occhi miei (Odeon, H 18360)
- 1953 - Il valzer della strada/Mattinata del pastorello (Odeon, H 18361)
- 1953 - Te sto aspettanno/Quanno staje cu' mme (Odeon, H 18364)
- 1953 - Troppo giovane (Too young)/Da quando sei mia (Because you're mine) (Odeon, H 18365)
- 1953 - Voga e va/Donna, madonna (Odeon, H 18366)
- 1953 - Un bacio ancor (Kiss)/Non puoi contar le stelle (Odeon, H 18367)
- 1953 - Come Giuda/Niente (Odeon, H 18368)
- 1954 - Non è mai troppo tardi/Un diario (Odeon, H 18373)
- 1954 - Canzone da due soldi/Angeli senza cielo (Odeon, H 18374)
- 1954 - Cirillino-ci/Canzone da due soldi (Odeon, H 18378)
- 1954 - Mamma buonanotte/Violino tzigano (Odeon, H 18379)
- 1954 - Chitarra viva/È ritornata primavera (Odeon, H 18380)
- 1954 - Tutte le mamme/Aveva un bavero (Odeon, H 18381)
- 1954 - Tre rundinelle/Suonno d'ammore (Odeon, H 18391)
- 1954 - Dorina/Aspettiamo qualcuno (Odeon, H 18395)
- 1954 - Javapache/Come è bello fa l'amore quanno è sera (Odeon, H 18403)
- 1954 - Quattro gondole/Marieta (Odeon, H 18404)
- 195? - Fontana di Trevi/Avventura a Casablanca (Odeon, H 18414)
- 1955 - Il torrente/Il primo viaggio (Odeon, H 18424)
- 1955 - Non penserò che a te/Buongiorno tristezza (Odeon, H 18425)
- 1955 - Che fai tu luna in ciel/Una fotografia nella cornice (Odeon, H 18426)
- 1955 - Cantilena del trainante/Un cuore (Odeon, H 18428)
- 1955 - Sentiero/Canto nella valle (Odeon, H 18429)
- 1955 - Ci-ciu-ci, cantava un usignol/Incantatella (Odeon, H 18431)
- 1955 - Come pioveva/Come le rose (Odeon, H 18440)
- 1955 - Canto dell'emigrante/Maruzzella (Odeon, H 18443)
- 1955 - Arrivederci Roma/La stella più bella (Odeon, H 18445)
- 1956 - Lucia e Tobia/Due teste sul cuscino (Odeon, H 18450)
- 1956 - Il bosco innamorato/Amami se vuoi (Odeon, H 18452)
- 1956 - Nota per nota/Aprite le finestre (Odeon, H 18453)
- 1956 - Guaglione/Suspiranno 'na canzone (Odeon, H 18461)
- 1957 - Capricciosa/Quattro sorelle (Odeon, H 18469; lato A con Carlastella)
- 1957 - Io vendo baci/Quattro sorelle (Odeon, H 18472)

#### Dischi a 45 giri
- 1958 - Giuro d'amarti così/Fragole e cappellini (Odeon, MSOQ 83)
- 1958 - Piccolissima serenata/Io vendo baci (Odeon, MSOQ 93)
- 1958 - Spazzacamino/Madonna degli angeli (Odeon, MSOQ 138)
- 1958 - Strada 'nfosa/Resta cu' mme (Odeon, MSOQ 156)
- 1958 - Venezia, la luna e tu/Serenata sincera (Odeon, MSOQ 165)
- 1958 - Lontananza/Poter tornar bambini (Odeon, MSOQ 167)
- 1958 - Mai e poi mai/...E vanno (Odeon, MSOQ 168)
- 1959 - Quattro gondole/Il valzer della strada (Odeon, MSOQ 185)
- 1959 - Firenze sogna/Samba alla fiorentina (Odeon, MSOQ 186)
- 1959 - Tutte le mamme/Mamma buonanotte (Odeon, MSOQ 187)
- 1960 - Miniera/Torna al paesello (Odeon, MSOQ 5247)
- 1960 - Tango di Marilù/Pour toi je prie (Odeon, MSOQ 5265)
- 1960 - Marina/Un giorno (CAR Juke Box, JN 1885)
- 1960 - Serenata a Margellina/Serenatella c' 'o sì e c' 'o no (CAR Juke Box, JN 1945)
- 1960 - Uè uè che femmena/Sti 'mmane (CAR Juke Box, JN 1947)
- 1960 - Balocchi e profumi/Scrivimi (CAR Juke Box, JN 1961)
- 1960 - Cantastorie/Ti voglio amar (CAR Juke Box, JN 1963)
- 1960 - Lasciala correre/Ruberò (il respiro dei fiori) (CAR Juke Box, JN 1965)
- 1960 - Crudelmente bella/Buon viaggio amore (CAR Juke Box, JN 1989)
- 1961 - Cara piccina/Come una sigaretta (Odeon, MSOQ 5289)
- 1961 - Signorinella/Core 'ngrato (Odeon, MSOQ 5290)
- 1961 - Non mi dire chi sei/Un uomo vivo (CAR Juke Box, JN 2013)
- 1961 - Mandolino mandolino/Pozzanghere (CAR Juke Box, JN 2015)
- 1961 - Carolina dai/Lei (CAR Juke Box, JN 2017)
- 1961 - Al di là/Notturno senza luna (CAR Juke Box, JN 2019)
- 1961 - Una goccia di cielo/Febbre di musica (CAR Juke Box, JN 2021)
- 1961 - Mare di dicembre/Qualcuno mi ama (CAR Juke Box, JN 2023)
- 1961 - Il nostro concerto/Buon viaggio amore (CAR Juke Box, JN 2025)
- 1961 - Al di là/Come sinfonia (CAR Juke Box, JN 2035)
- 1961 - O morettina mia/Le cinque della sera (CAR Juke Box, JN 2071)
- 1961 - Perdonami/Romagna mia (CAR Juke Box, JN 2073)
- 1961 - Il tempo passerà/Te staie scurdanne 'e me (CAR Juke Box, JN 2075)
- 1961 - Qualche volta/Il mio fuoco (CAR Juke Box, JN 2077)
- 1961 - Cielo/Te staie scurdanne 'e me (CAR Juke Box, JN 2079)
- 1961 - La nave del cielo/Le cinque della sera (CAR Juke Box, JN 2095)
- 1961 - Plegaria/Dolce mammina (CAR Juke Box, JN 2097)
- 1961 - Oh issa!/Miracolo (CAR Juke Box, JN 2099)
- 1961 - C'era una volta un cerbiatto/La fortuna è dietro l'angolo (CAR Juke Box, JN 2105; lato B cantato dal Quartetto Caravels)
- 1962 - Perdonami/Javapache (Odeon, MSOQ 5305)
- 1962 - Tango italiano/L'anellino (CAR Juke Box, JN 2125)
- 1962 - Il cielo cammina/Gondolì gondolà (CAR Juke Box, JN 2127)
- 1962 - La mia geisha/Uno dei tanti (CAR Juke Box, JN 2143)
- 1962 - Spazzacamino/Arrotino (CAR Juke Box, JN 2181)
- 1962 - Avventura a Casablanca/Cantando sotto la luna (CAR Juke Box, JN 2185)
- 1962 - Serenata delle serenate/Serenata celeste (CAR Juke Box, JN 2187)
- 1962 - Lo studente passa/Credimi (CAR Juke Box, JN 2189)
- 1962 - Ad un palmo dal cielo/Uno dei tanti (CAR Juke Box, JN 2197)
- 1962 - 'O destino/'Nterr' 'arena (CAR Juke Box, JN 2213)
- 1962 - Quando calienta el sol/Stornello del marinaro (CAR Juke Box, JN 2215)
- 1962 - Bentornata mademoiselle/Stornello del marinaro (CAR Juke Box, JN 2217)
- 1962 - Perdonami/Cantastorie (CAR Juke Box, JN 2219)
- 1963 - Ricorda/Grazie, San Remo (CAR Juke Box, JN 2225)
- 1963 - Le voci/Avventura a Casablanca (CAR Juke Box, JN 2227)
- 1963 - La strada del bosco/Nannì (Gita alli Castelli) (CAR Juke Box, JN 2253)
- 1963 - Basta che tu sia qui/Mamma (CAR Juke Box, JN 2255)
- 1963 - Cara piccina/Come una sigaretta (Odeon, MSOQ 5289)
- 1963 - Emigrante/Terra straniera (Odeon, MSOQ 5338)
- 1964 - Inferno/O paesanella (Odeon, MSOQ 5358)
- 1964 - Inutilmente (sto cercando di te)/Ho sbagliato (CAR Juke Box, JN 2319)
- 1964 - Il rimorso/Sei diventata nera (CAR Juke Box, JN 2337)
- 1964 - La mamma/Ti voglio baciar (CAR Juke Box, JN 2341)
- 1964 - Voce di strada/Una notte è passata (CAR Juke Box, JN 2343)
- 1964 - Campane di Monte Nevoso/Canto dell'emigrante (CAR Juke Box, JN 2351)
- 1964 - Miniera/Violino tzigano (CAR Juke Box, JN 2353)
- 1965 - Non a caso il destino (ci ha fatto incontrare)/Stornello del marinaro (CAR Juke Box, JN 2363)
- 1965 - Luna marinara/Maria Luna (CAR Juke Box, JN 2389)
- 1967 - Addio felicità/Torna a cantare (CAR Juke Box, CRJ NP 1017)
- 1968 - Il vento mio/Non guardatela (CAR Juke Box, CRJ NP 1031)
- 1970 - Sole, pioggia e vento/Stasera (Telerecord, TLC NP 515)
- 1970 - Reginella campagnola/Piccola vagabonda (Telerecord, TLC NP 517)
- 1970 - Balocchi e profumi/Scrivimi (Telerecord, JN 010)
- 1970 - Al di là/Notturno senza luna (Telerecord, JN 011)
- 1970 - Perdonami/Romagna mia (Telerecord, JN 012)
- 1970 - Spazzacamino/Arrotino (Telerecord, JN 013)
- 1970 - Mai e poi mai/Terra straniera (Telerecord, JN 014)
- 1970 - Lo studente passa/Credimi (Telerecord, JN 015)
- 1970 - La strada nel bosco/Nannì (Gita alli Castelli) (Telerecord, JN 016)
- 1970 - Basta che tu sia qui/Mamma (Telerecord, JN 017)
- 1970 - La mamma/Ti voglio baciar (Telerecord, JN 018)
- 1970 - Campane di Monte Nevoso/Canto dell'emigrante (Telerecord, JN 019)
- 1970 - Miniera/Violino tzigano (Telerecord, JN 020)
- 1971 - 'O surdato 'nnammurato/Anema e core (Junior, JN 035)
- 1971 - Scalinatella/Tic-tì tic-tà (Junior, JN 036)
- 1971 - Chiove/Nu quarto 'e luna (Junior, JN 037)
- 1971 - Maria, Marì (Oj Marì)/'O ciucciariello (Junior, JN 038)
- 1971 - Vierno/Aggio perduto 'o suonno (Junior, JN 039)
- 1971 - Malafemmena/Me so' mbriacato 'e sole (Junior, JN 040)
- 1971 - Sciummo/Funiculì funiculà (Junior, JN 041)
- 1971 - Serenata a Margellina/Addio felicità (Junior, JN 042)
- 1971 - Te staie scurdanne 'e me/'Nterr' 'arena (Junior, JN 043)
- 1971 - Sti 'mmane/'O destino (Junior, JN 044)
- 1971 - Uè uè che femmena/Serenatella c' 'o sì e c' 'o no (Junior, JN 045)
- 1972 - Un sorriso ed un fiore/Incontro (Cipiti Record, CPT 1003)
- 1975 - Tango dell'emigrante/Il valzer della strada (Alpharecord, 8015)

#### Flexy-disc
Sono incisi da un solo lato e allegati in omaggio alla rivista Il Musichiere:
- 1960 - È mezzanotte (The Red Record, N. 20059) (Il Musichiere N° 69, 28 aprile)
- 1960 - Il mare (The Red Record, N. 20063) (Il Musichiere N° 73, 26 maggio)
- 1960 - Il nostro concerto (The Red Record, N. 20080) (Il Musichiere N° 91, 24 settembre)

### Album
- 1954 - Luciano Tajoli (Odeon, MODQ 6216)
- 1954 - Il re della canzone (Odeon, MODQ 6218)
- 1955 - Canzoni del passato (Odeon, MODQ 6228)
- 1954 - 10 canzoni Sanremo 1954 (Odeon, MOD Q 6002; con Giorgio Consolini e Liliana Feldmann)
- 1955 - Canzoni di Sanremo 1955 (Odeon, MODQ 6229; con Giorgio Consolini)
- 1956 - Luciano Tajoli at San Remo (Parlophon, PMDO 7507)
- 1960 - Sagra della Canzone Nova - Assisi 1960 (CAR Juke Box, JLP 330003)
- 1960 - Luciano Tajoli (Odeon, MOCQ 5008)
- 1960 - Luciano Tajoli (CAR Juke Box, JLP 330004)
- 1961 - Tutte le canzoni del Festival di Sanremo 1961 (CAR Juke Box, JLP 330005; con Jenny Luna)
- 1961 - Tajoli ricanta le canzoni di ieri (Odeon, OLP 051)
- 1962 - Luciano Tajoli (CAR Juke Box, JLP 330010)
- 1963 - When we were in Italy (CAR Juke Box, JLP 330013)
- 1963 - Luciano Tajoli (Odeon, MOCQ 5010)
- 1964 - Canzone! Canzone! Canzone! Vol. 5 (Seven Seas, MH 157; con Jenny Luna)
- 1965 - Nozze d'argento con la canzone (CAR Juke Box, JLP 330020)
- 1971 - Luciano Tajoli - 4 (Telerecord, TLC LP8888)
- 1971 - Tajoli Sud (Telerecord, 8892 E)
- 1972 - Un saluto da Napoli (Cipiti Record, CPT. LP. 0002)
- 1975 - 35 anni dopo (Alpharecord, AR 3015)
- 1975 - Ieri e oggi (Alpharecord, AR 3016)
- 1975 - I cesellatori (Emidisc, 3C 048 51524; con Giorgio Consolini e Claudio Villa)
- 1976 - A Napoli con affetto (Alpharecord, AR 3021)
- 1976 - Dedicato alla mamma (Alpharecord, AR 3022)
- 1977 - Disco d'oro (Alpharecord, AR 3025)
- 1978 - Luciano Tajoli... gli alpini... un cuore solo... (Alpharecord, AR 3031; con il Coro Idica di Clusone diretto dal maestro Kurt Dubiensky)
- 1978 - Balocchi e profumi (Alpharecord, AR 3035)
- 1978 - Oggi... domani... sempre (Alpharecord, AR 3040)
- 1979 - Bussoladomani (13 settembre 1978) dal vivo (Alpharecord, AR 3043/3044)
- 1980 - Una vita cantando (Alpharecord, AR 3047)
- 1980 - Un mito (Alpharecord, AR 3049; doppio, ristampato in versione singola ridotta l'anno successivo con lo stesso titolo, ma con numero di catalogo cambiato in AR 3056)
- 1980 - Canto per te (Ri-Fi, RPO 72023)
- 1981 - Io... cantautore (Alpharecord, AR 3039)
- 1981 - Finalmente insieme (Pellicano, PL 596; con Claudio Villa)
- 1984 - 45 anni con voi amici miei (NAR International, TPDLP 00784)
- 1986 - Canzoniere italiano (Joker, SM 4208)
- 1986 - Cocktail all'italiana (Joker, SM 4209)
- 1986 - Dedicato agli alpini (Ricordi, ORL 8798)
- 1987 - Emigrante (Junior, JR MC 010)
- 1997 - Amici miei (Free Records, EP 7034 4)
- 1987 - Le più belle canzoni italiane (Fonotil, CDFNT126)
- 1988 - Nozze d'oro con la canzone italiana - 50° - Luciano Taioli nel mondo, vol. 1 (1941-1957) (Alpharecord, AR 3129-30-31-32)
- 1989 - Nozze d'oro con la canzone italiana - 50° - Luciano Taioli nel mondo, vol. 2 (1940-1955) (Alpharecord, AR 3166-67-68)
- 1994 - Miniera (NAR International)
- 2020 - Luciano Tajoli - Centenario (Riverrecords, CDC 4041)

### EP
- 1958 - Io sono te/La canzone che piace a te/Nel blu dipinto di blu/Amare un'altra (Odeon, DSEQ 560)
- 1958 - Terra straniera (Odeon, DSEQ 583; con i brani Canto dell'emigrante/Terra straniera/...E vanno/Lontananza)
- 1959 - Il valzer della strada/La mamma dei sogni/Credimi/Luce degli occhi miei (Odeon, DSEQ 585)
- 1960 - Balocchi e profumi/Scrivimi/Cantastorie/Ti voglio amar (CAR Juke Box, JEP 761)
- 1960 - Lasciala correre/Ruberò (il respiro dei fiori)/Marina/Un giorno (CAR Juke Box, JEP 763)
- 1961 - Non mi dire chi sei/Un uomo vivo/Mandolino mandolino/Pozzanghere (CAR Juke Box, JEP 779)
- 1961 - Carolina dai/Lei/Al di là/Notturno senza luna (CAR Juke Box, JEP 781)
- 1961 - Mare di dicembre/Qualcuno mi ama/Una goccia di cielo/Febbre di musica (CAR Juke Box, JEP 783)
- 1962 - L'anellino/Tango italiano/Il cielo cammina/Gondolì gondolà (CAR Juke Box, JEP 791)

## Partecipazioni al Festival di Sanremo
- Festival di Sanremo 1961: Al di là (in coppia con Betty Curtis; primo posto)
- Festival di Sanremo 1962: Il cielo cammina (in coppia con Betty Curtis; non finalista) e L'anellino (in coppia con Corrado Lojacono; non finalista)
- Festival di Sanremo 1963: Ricorda (in coppia con Milva; quinto posto) e Le voci (in coppia con Ennio Sangiusto; non finalista)
- Festival di Sanremo 1970: Sole pioggia e vento (in coppia con Mal, nono posto)

## Filmografia

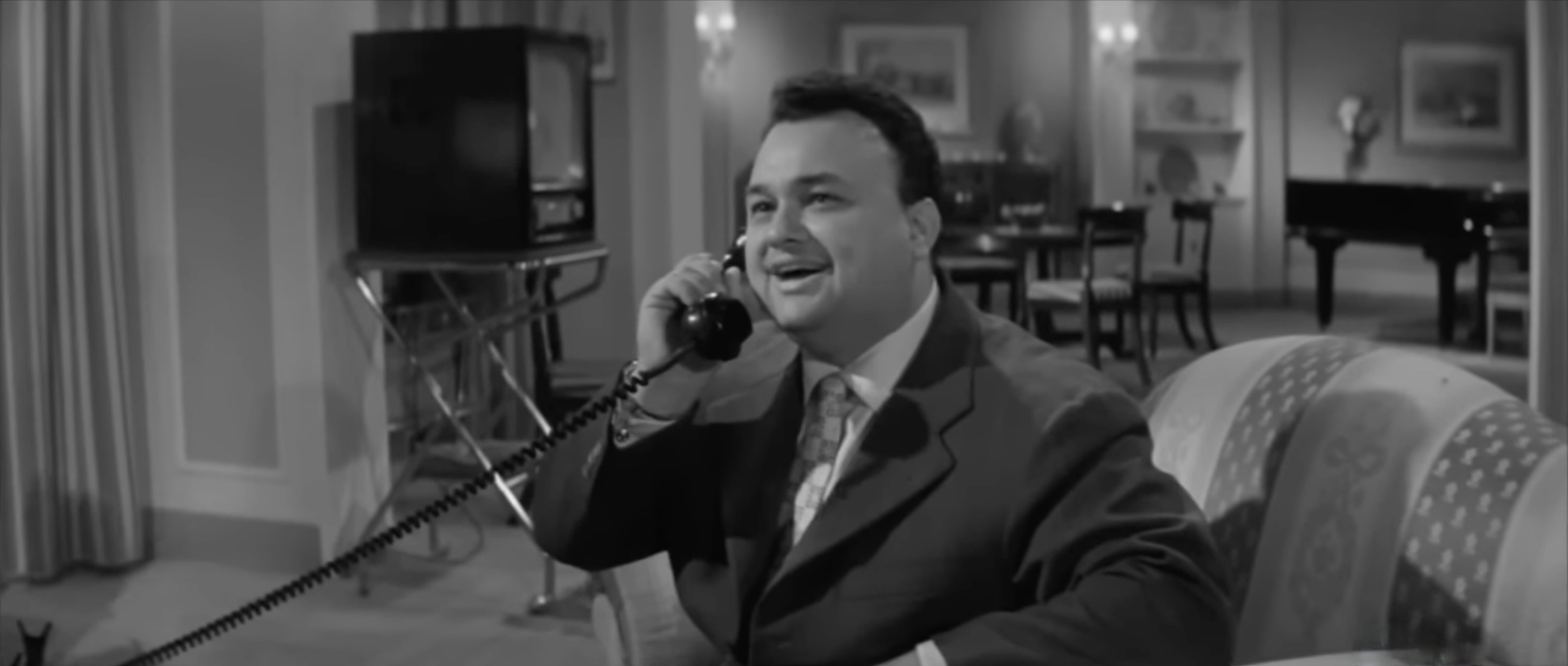
Luciano Tajoli in Occhi senza luce (1956)

- La bisbetica domata, regia di Ferdinando Maria Poggioli (1942)
- Il diavolo va in collegio, regia di Jean Boyer (1943)
- Che tempi!, regia di Giorgio Bianchi (1948)
- Canzoni per le strade, regia di Mario Landi (1950)
- I due sergenti, regia di Carlo Alberto Chiesa (1951)
- Trieste mia!, regia di Mario Costa (1951)
- Solo per te Lucia, regia di Franco Rossi (1952)
- Don Lorenzo, regia di Carlo Ludovico Bragaglia (1952)
- Il romanzo della mia vita, regia di Lionello De Felice (1952)
- La pattuglia dell'Amba Alagi, regia di Flavio Calzavara (1953)
- Napoli piange e ride, regia di Flavio Calzavara (1954)
- Il cantante misterioso, regia di Marino Girolami (1954)
- La porta dei sogni, regia di Angelo D'Alessandro (1955)
- La voce che uccide, regia di Aldo Colombo (1956)
- Il canto dell'emigrante, regia di Andrea Forzano (1956)
- Cantando sotto le stelle, regia di Marino Girolami (1956)
- Occhi senza luce, regia di Flavio Calzavara (1956)
- Ascoltami, regia di Carlo Campogalliani (1957)
- Meravigliosa, regia di Carlos Arévalo e Siro Marcellini (1958)
- Urlo contro melodia nel Cantagiro '63, regia di Arturo Gemmiti (1963)

### Doppiatori
- Gualtiero De Angelis in Canzoni per le strade, La pattuglia dell'Amba Alagi, Napoli piange e ride
- Gianfranco Bellini in Il romanzo della mia vita